# Rock a Little
Rock a Little fu il terzo album pubblicato nel 1985 dalla cantante statunitense Stevie Nicks in un periodo nel quale la band Fleetwood Mac della quale era un componente non ebbe progetti per quasi 5 anni. Secondo le note dell'artista la musica di quest'album è dedicata ai grandi cantanti e ai grandi esecutori(i suoi maestri). In un'altra nota la cantante scrive a coloro che sono sopravvissuti alla guerra del Vietnam: "No, noi non vi dimentichiamo". Dal punto di vista musicale è un album molto vario con brani energici (I Can't Wait e Sister Honey), lenti (la title track, I Sing for the Things e Has Anyone Ever Written Anything for You?) ed altri ritmati (ad esempio Talk to Me, The Nightmare e If I Were You). Prevalgono le tematiche amorose.

## Tracce
1. I Can't Wait (Stevie Nicks, Rick Nowels, Eric Pressly) – 4:37
2. Rock a Little (Go Ahead Lily) (Stevie Nicks) – 3:39
3. Sister Honey (Stevie Nicks, Les Dudek) – 3:50
4. I Sing for the Things (Stevie Nicks) – 3:45
5. Imperial Hotel (Stevie Nicks, Michael Campbell) – 2:53
6. Some Become Strangers (David Williams, Amy Latelevision, Peter Rafelson) – 3:30
7. Talk to Me (Chas Sandford) – 4:10
8. The Nightmare (Stevie Nicks, Chris Nicks) – 5:23
9. If I Were You (musica: Rick Nowels e Stevie Nicks; testi: Rick Nowels) – 4:31
10. No Spoken Word (Stevie Nicks) – 4:14
11. Has Anyone Ever Written Anything for You? (Stevie Nicks, Keith Olsen) – 4:34

## Produzione
- brano 1 : Rick Nowels e Jimmy Iovine
- brani 2,4,6 : Jimmy Iovine
- brano 3 : Rick Nowels
- brano 5 : Jimmy Iovine, Mike Campbell e Stevie Nicks
- brano 7 : Jimmy Iovine e Chas Sandford
- brano 8,9,11 : Rick Nowels e Stevie Nicks
- brano 10 : Keith Olsen